# Jacques Diouf
Pour les articles homonymes, voir Diouf.
Jacques Diouf, né le 1er août 1938 à Saint-Louis-du-Sénégal et décédé le 17 août 2019 à Neuilly-sur-Seine,, est un diplomate et homme politique sénégalais, qui a été directeur général de l’Organisation des Nations unies pour l’alimentation et l’agriculture (FAO) de août 1994 à fin juin 2011. 
Il a également exercé les fonctions de député, de secrétaire d'État, d'ambassadeur de la République du Sénégal, secrétaire exécutif de l'Association pour le développement de la riziculture en Afrique de l'Est et secrétaire exécutif du Conseil africain de l'arachide.

## Biographie

### Formation
Jacques Diouf obtient son certificat d'études primaires à l’école Duval et son baccalauréat au lycée Faidherbe à Saint-Louis.
Il est diplômé de l'École nationale supérieure d'agronomie de Grignon en France puis se spécialise en obtenant le diplôme d'ingénieur en agronomie tropicale de l'École nationale d'application d'agronomie tropicale à Nogent-Paris, actuel Institut des régions chaudes, une composante de l'Institut national d'enseignement supérieur pour l'agriculture, l'alimentation et l'environnement à Montpellier.
Il est titulaire d'un doctorat en économie de la Faculté de droit et de sciences économiques de l'université Paris 1 Panthéon-Sorbonne.
Il est aussi titulaire d'un certificat en management de l'American Management Association. Il y a aussi suivi le Senior Programme.

### Carrière
De 1963 à 1964, Jacques Diouf est directeur européen et du Programme agricole de l'office de commercialisation agricole (OCA).
De 1965 à 1971, il est secrétaire exécutif du Conseil africain de l'arachide à Lagos au Nigeria.
De 1971 à 1977, il est secrétaire exécutif de l'Association pour le développement de la riziculture en Afrique de l'Ouest à Monrovia au Liberia.
De 1978 à 1983, il a été secrétaire d'État à la recherche scientifique au Sénégal dans le gouvernement du Premier ministre Abdou Diouf et sous la présidence de Léopold Sédar Senghor. Il conserve son poste en 1981 au départ de Senghor. 
De 1983 à 1984, il est membre de l'Assemblée nationale où il est président du groupe d'amitié Sénégal-Royaume-Uni et Président de la Commission parlementaire des affaires étrangères et Secrétaire élu. Le président de l'Assemblée nationale de l'époque est Habib Thiam.
De 1984 à 1985, il est conseiller du président et directeur régional du Centre de recherche pour le développement international à Ottawa.
De 1985 à 1990, il a été également secrétaire général de la banque centrale des États de l'Afrique de l'Ouest BCEAO dirigé par Alassane Ouattara. 
Entre 1990 et 1991, il est conseiller spécial de Charles Konan Banny gouverneur de la banque centrale des États de l'Afrique de l'ouest.
De mai 1991 à décembre 1993, il est ambassadeur à la Mission permanente du Sénégal aux Nations unies à New York. Son ministre de tutelle est alors Djibo Leyti Kâ.
Le 8 novembre 1993, il est élu directeur général de la FAO. Il remplace à ce poste le Libanais Édouard Saouma. Il prend fonction le 1er janvier 1994 à Rome.
Le 13 septembre 2006, il a lancé un appel en faveur d’une « deuxième révolution verte » qui permettrait de nourrir une population mondiale croissante tout en préservant les ressources naturelles et l’environnement.

### Famille
Marié avec Aïssatou Seye en 1963 et père de quatre enfants.

## Hommage
En hommage à son ancien directeur général, depuis 2011, la FAO décerne tous les deux ans le prix Jacques Diouf à des personnes ou à des institutions nationales ou régionales qui ont apporté une contribution notable à l’amélioration de la sécurité alimentaire mondiale.

## Publications
- « La détérioration du pouvoir d'achat de l'arachide », Club Nation and Development, Présence africaine - 1972, Paris, France
- « Le fondement du dialogue scientifique entre les civilisations euro-occidentales et négro-africaines », Dialogue Westeuropa Schwarzafrica, Verlag Fritz Molden - 1979, Vienne, Autriche
- « The Challenge of Agricultural Development in Africa », Consultative Group in International Agricultural Research, World Bank, Sir John Crawford Memorial Lecture - 1989, Washington, D.C., USA
- « Intérêts et objectifs de l'Afrique dans les Sommets francophones, nouvel instrument des relations internationales », Centre québécois des relations internationales, Collection Choix - 1988, Québec, Canada
- « Éloges de Senghor », Speech at the ceremony in honour of Léopold Sedar Senghor on the occasion of his ninetieth birthday - Présence Senghor, Unesco, Paris 1996
- « Éthique scientifique et problématique alimentaire », Communication to the Academy of Sciences of France - Discours et notices biographiques de l'Académie des Sciences, First Edition, Paris, 1998

## Citations
- La faim est avant tout un problème politique et économique : « La planète produit suffisamment d'aliments pour que tous ses habitants puissent se nourrir convenablement. », confirme Jacques Diouf. Sur 6,3 milliards d'hommes, 2 milliards d'individus ont faim parce que les richesses sont inégalement réparties (estimations entre les années 2003 et 2004).
- « Si les médecins soignent l'Homme, les vétérinaires protègent l'Humanité » (cérémonie d'ouverture de l'Année mondiale vétérinaire à Versailles (France) le 24 janvier 2011), sur www.vet2011.org.